# Eclogavena coxeni
Eclogavena coxeni is een slakkensoort uit de familie van de Cypraeidae. De wetenschappelijke naam van de soort is voor het eerst geldig gepubliceerd in 1873 door Cox.